# ليستير ستيفنز
ليستير ستيفنز (بالإنجليزية: Lester Stevens)‏ هو منافس ألعاب قوى أمريكي، ولد في 28 فبراير 1884، وتوفي في 1972.

## وصلات خارجية
- ليستير ستيفنز على موقع أوليمبيديا (الإنجليزية)